# Peel P50
La Peel P50 è una microcar lanciata durante la prima metà degli anni sessanta dalla casa automobilistica mannese Peel Engineering Company. Con i suoi 134 cm di lunghezza e i suoi 59 kg di peso, la Peel P50 è riconosciuta per essere l'auto più piccola e leggera prodotta in serie del mondo.

## Storia

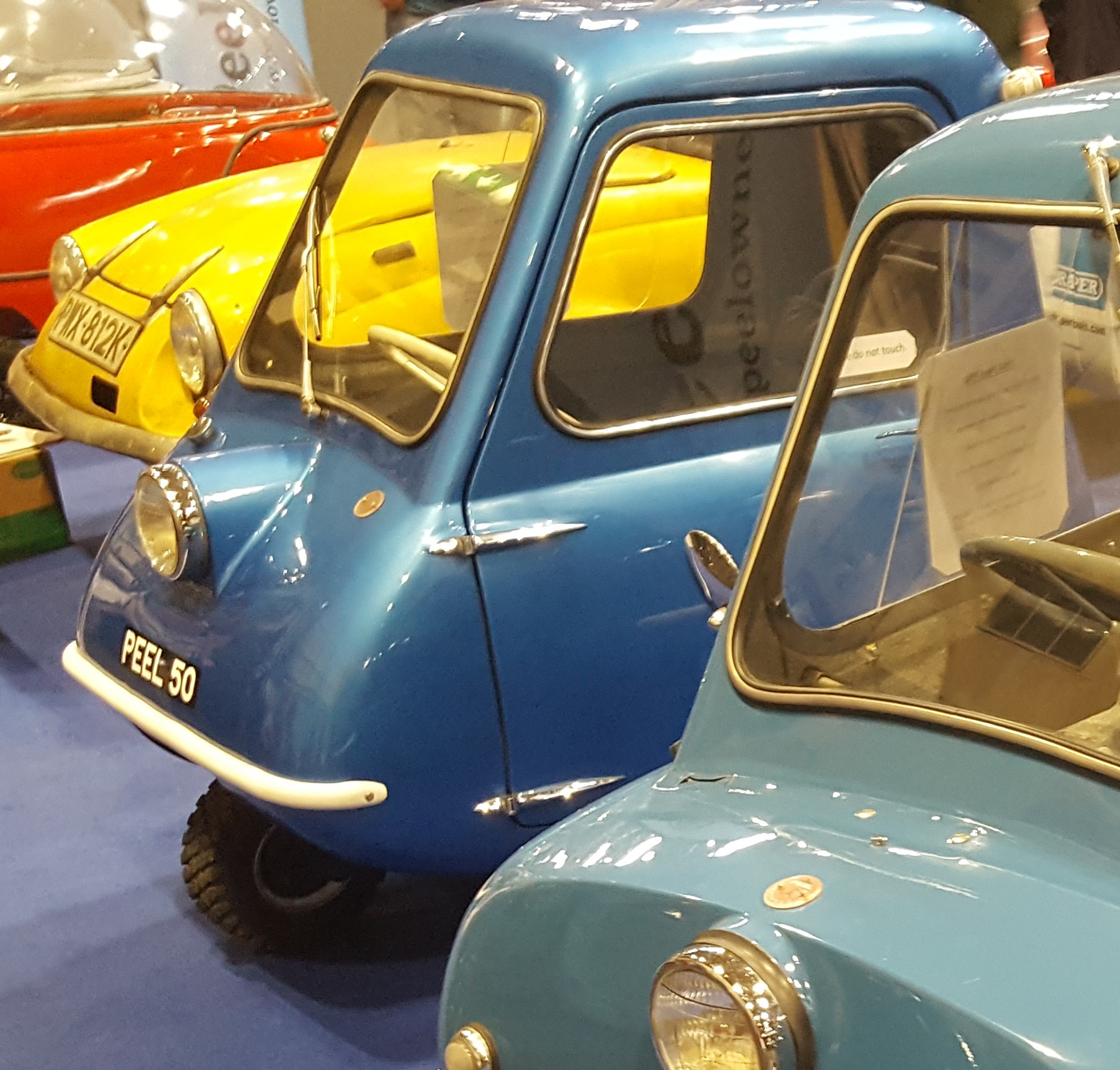
Prototipo della Peel P50

Fu disegnata da Cyrill Cannell e apparve per la prima volta al salone dell'automobile di Londra del 1962 per essere poi prodotta fino alla metà del decennio al prezzo di 200 dollari. La P50 fu preceduta da un prototipo, non più esistente, di più piccole dimensioni e che aveva le ruote invertite (una davanti e due dietro). Nel 2000 questa versione verrà inserita nel Register of Unusual Microcars del National Microcar Rally.
Nel 1963, nel corso di un'iniziativa pubblicitaria, una P50 venne condotta sulla cima della Blackpool Tower utilizzandone l'ascensore. Venne poi pilotata sul punto panoramico dell'edificio. Fu sostituita dalla Peel Trident, una microcar biposto, con nuova carrozzeria e nuovi interni, che adottava però telaio e meccanica della P50.
La P50 guadagnò un attimo di notorietà nel 2007 dopo la messa in onda di una puntata della decima stagione di Top Gear. Il conduttore della trasmissione Jeremy Clarkson la recensì positivamente, sostenendo che le sue minime dimensioni le permettono non solo di essere un'ottima city car, ma anche di essere condotta all'interno di un edificio (nello specifico, la sede della BBC) e in ascensore. Nel 2010 è stata riconosciuta dal Guinness World Records come l'auto più piccola mai prodotta. Nel 2016 e nel 2017 due Peel P50 vennero vendute presso la casa d'aste Sotheby's rispettivamente per 176 000 dollari e 140 250 dollari. Secondo quanto ipotizza un articolo della BBC del 2017, dei 50 esemplari originariamente prodotti ne sarebbero sopravvissuti la metà.
Il mezzo tornò in produzione in più circostanze con alcune differenze rispetto al modello originale.

## Descrizione
Considerata un'antesignana delle odierne superutilitarie, la Peel P50 prodotta negli anni sessanta è lunga 134 centimetri (secondo altre fonti 137 cm) e larga 99 cm; l'altezza è di 120 cm, e pesa 59 kg.
Date le sue dimensioni, ha un solo posto a sedere collocato su un telaio tubulare in acciaio e poco spazio occupabile da oggetti. È dotata di tre ruote: una posteriore motrice e due anteriori. Il motore è un DKW monocilindrico raffreddato ad aria, da 50 cm³, in grado di far raggiungere alla vettura una velocità massima di circa 60 km/h. Possiede tre marce ma non la retromarcia; i produttori contavano anche sul fatto che, con un peso così ridotto, la vettura venisse parcheggiata a mano dagli utilizzatori. I colori standard del mezzo sono bianco, rosso e blu.
L'auto è omologata in vari paesi; in Europa viene considerata un quadriciclo.